# 삼상신 (조선)
삼상신(三相臣)은 세 명의 상신(相臣)을 의미한다. 상신은 상국(相國)을 뜻하며, 상국은 최고 지위에 있는 신하를 말한다. 즉, 조선시대의 최고 관청인 의정부를 이끌던 영의정, 좌의정, 우의정을 삼상신이라고 한다. 줄여서 삼상(三相)이라고도 한다.

## 삼상 구성
- 정1품 영의정 : 의정부를 이루는 삼정승(三政丞) 중에 하나. 신하 가운데 최고 관직. 영상(領相), 수상(首相).
- 정1품 좌의정 : 삼정승 중에서 영의정 다음 벼슬. 좌상(左相).
- 정1품 우의정 : 삼정승 중에서 가장 아래 벼슬. 우상(右相).

## 같이 보기
- 의정부
- 비변사